# Naked Lunch
Naked Lunch (br: Almoço Nu; pt: Refeição nua)  é um romance de William S. Burroughs publicado originalmente em 1959. O filme Naked Lunch (pt: O Festim Nu; br: Mistérios e Paixões), realizado por David Cronenberg, foi baseado nesse romance autobiográfico.
Burroughs apresenta, nesta obra, imagens e situações que aos poucos se tornam familiares, onde o leitor é atirado de uma espelunca urbana cheia de viciados, para o coração de uma floresta e depois para uma cidade que mais parece a projeção paranóica de qualquer grande metrópole no mundo.
No livro, o leitor segue a narração de um "junkie", William Lee, que assume vários pseudônimos, dos EUA ao México, eventualmente, a Tânger e o sonho "Interzone" . William Lee acorda de um pesadelo de 15 anos, quando esteve enterrado na lama das drogas. As vinhetas (que Burroughs chama de "rotinas") são extraídas da experiência própria Burroughs nestes lugares, e sua dependência de drogas. Passo a passo o leitor vai percebendo que não é apenas um depoimento de um ex-viciado, mas toda a vida de um ser humano que participou, dentre outras rebeliões, da crítica feroz ao Imperialismo norte-americano, que derruba com outros contemporâneos, valores que hoje, fora de questão, fazem e permitem que novos talentos da literatura dissertem sobre os mais variados temas — do político ao amor romântico.